# Григорян Вартан Рубенович
Варта́н Рубе́нович Григоря́н (26 січня 1929, Діліжан, Вірменська РСР — 28 березня 2019) — вірменський історик. Доктор історичних наук (1975).

## Біографія
1952 року закінчив історичний факультет Єреванського університету. 1956 року закінчив аспірантуру Інституту історії Академії наук Вірменської РСР. 1958 року став кандидатом історичних наук, захистивши дисертацію про Єреванське ханство наприкінці 18 століття. 1975 року в Єревані захистив докторську дисертацію про історію вірменських поселень Поділля.
Від 1956 року працював молодшим науковим співробітником, далі старшим науковим співробітником Інституту давніх рукописів імені Месропа Маштоца при Раді Міністрів Вірменської РСР «Матенадаран», від 1979 року — завідувач сектору.

## Наукова діяльність
Спеціалізується на дослідженні вірменських колоній 15—18 століть України і, зокрема, Поділля. 1963 року в Єревані опублікував вірменською мовою акти вірменського суду Кам'янця-Подільського (16 століття).
Автор монографії російською мовою «Історія вірменських колоній України та Польщі (Вірмени на Поділлі)» (Єреван, 1980).

## Нагороди
2007 року за значний внесок у розвиток українсько-вірменських зв'язків Вартана Григоряна відзначено українським орденом «За заслуги». Вручення нагороди відбулося 31 жовтня в приміщенні Інституту давніх рукописів «Матенадаран» в Єревані .